# Fabio Resinaro
Fabio Resinaro (Milano, 1980) è un regista e sceneggiatore italiano.

## Biografia
Nato nel 1980 a Milano, frequenta il liceo scientifico Primo Levi di San Donato Milanese, dove nel 1995 stringe amicizia con Fabio Guaglione, con il quale dà inizio a una collaborazione artistica formandosi insieme a lui da autodidatta. Iniziano a girare vari cortometraggi, spot pubblicitari, videoclip, lavorando come supervisori degli effetti speciali e sceneggiatori, e firmandosi come Fabio&Fabio. Nel 2009 fondano una propria casa di produzione, la Mercurio Domina, e nel 2011 scrivono e producono il loro primo lungometraggio True Love, diretto da Enrico Clerico Nasino. Nel 2016 Fabio&Fabio debuttano alla regia di un lungometraggio con il thriller psicologico Mine, con protagonista Armie Hammer. Nel 2018 scrivono e producono il film Ride, diretto da Jacopo Rondinelli.
Nel 2019 scrive e dirige Dolceroma, primo film realizzato senza la partecipazione del collega, che riceve una candidatura ai Nastri d'argento per la miglior commedia. Successivamente è regista e sceneggiatore di Appunti di un venitore di donne nel 2021 e di Ero in guerra ma non lo sapevo nel 2022. Nel 2022 pubblica il fumetto Carnivalia. La notte della maschera di fuoco, scritto insieme a Fabio Guaglione. Il fumetto fa parte del progetto crossmediale Imagoverso, creato da Fabio Guaglione.

## Filmografia

### Regista

#### Cinema
- E:D:E:N – cortometraggio (2004) con Fabio Guaglione
- The Silver Rope – mediometraggio (2006) con Fabio Guaglione
- Afterville – cortometraggio (2008) con Fabio Guaglione
- Mine (2016) con Fabio Guaglione
- Dolceroma (2019)
- Appunti di un venditore di donne (2021)
- Ero in guerra ma non lo sapevo (2022)

#### Televisione
- Il grande gioco (2022) con Nico Marzano, 4 episodi
- Black Out - Le verità nascoste (2025), con Nico Marzano, 4 episodi

#### Videoclip
- Biagio Antonacci - Aprila (2009), Tra te e il mare (2009) con Fabio Guaglione
- Jetlag - Don't Talk to Me (2005), È necessario (feat. Raf) (2005) con Fabio Guaglione
- Le Mani - Il giorno migliore (2008) con Fabio Guaglione
- Subsonica - L'ultima risposta (2008) con Fabio Guaglione
- The Filmakers - Taken (2008), My Shoes (2011) con Fabio Guaglione
- Zeropositivo - Posso stare senza te (2006) con Fabio Guaglione

### Sceneggiatore
- E:D:E:N - cortometraggio (2004) con Fabio Guaglione
- The Silver Rope - mediometraggio (2006) con Fabio Guaglione
- Afterville - cortometraggio (2008) con Fabio Guaglione
- True Love, regia di Enrico Clerico Nasino (2012) con Fabio Guaglione
- Mine (2016) con Fabio Guaglione
- Ride, regia di Jacopo Rondinelli (2018) con Fabio Guaglione
- Dolceroma (2019)
- Appunti di un venditore di donne (2021)
- Ero in guerra ma non lo sapevo (2022)

### Produttore
- E:D:E:N - cortometraggio (2004) con Fabio Guaglione
- The Silver Rope - mediometraggio (2006) con Fabio Guaglione
- Myshoes - cortometraggio (2008) con Fabio Guaglione
- True Love, regia di Enrico Clerico Nasino (2012) con Fabio Guaglione
- Ride, regia di Jacopo Rondinelli (2018) con Fabio Guaglione

### Scenografo
- E:D:E:N - cortometraggio (2004) con Fabio Guaglione
- The Silver Rope - mediometraggio (2006) con Fabio Guaglione
- Afterville - cortometraggio (2008) con Fabio Guaglione
- True Love, regia di Enrico Clerico Nasino (2012) con Fabio Guaglione

## Opere
- Carnivalia. La notte della maschera di fuoco, con Fabio Guaglione, disegni di Bruno Frenda, Modena, Panini Comics, 2022, ISBN 978-88-2871-373-9.

## Riconoscimenti
- David di Donatello
  - 2017 – Candidatura per il miglior regista esordiente per Mine (con Fabio Guaglione)